# 第二遣外艦隊
第二遣外艦隊（日语：／ Daini Kengai Kantai ?）是旧日本海軍的一支舰队编制。第二遣外舰队一共编成过两次，第一次是在第一次世界大战末期，在印度洋一带进行巡逻；第二次是在1927年，驻留中国。

## 第一次编成
1917年，日本为了因应一战的护航巡逻而组建了第一特务舰队。1918年6月13日，第一特务舰队部分舰艇改为第二遣外舰队。1921年4月4日，二遣舰解散。

### 编制

#### 1918年6月13日，新组建时
- 八雲、春日、日進、矢矧、对马、明石、新高、淀（日语：淀 (通報艦)）、最上（日语：最上 (通報艦)）、高崎（日语：高崎 (運送艦)）、第13驱逐队（卯月（日语：卯月 (初代神風型駆逐艦)）、水无月（日语：水無月 (初代神風型駆逐艦)）、长月（日语：長月 (初代神風型駆逐艦)）、菊月（日语：菊月 (初代神風型駆逐艦)））

#### 1918年12月1日
- 磐手、矢矧、新高、千歲、明石、第25驱逐队（白雪（日语：白雪 (初代神風型駆逐艦)）、松风（日语：松風 (初代神風型駆逐艦)）、野分（日语：野分 (初代神風型駆逐艦)）、霰（日语：霰 (春雨型駆逐艦)））

#### 1919年12月1日
- 日进、利根

#### 1920年12月1日
- 春日、新高

### 历任司令长官
1. 千坂智次郎（日语：千坂智次郎）海军中将：1918年6月13日 -
2. 舟越楫四郎（日语：舟越楫四郎）海军中将：1919年12月1日 - 1920年1月12日[1]
3. 吉田清風（日语：吉田清風 (海軍軍人)）海军少将：1920年1月12日[1] - 1920年6月1日
4. 欠员：  1920年6月1日 - 1921年4月4日解散

## 第二次编成
1927年5月16日，日本海军为了强化在中国青岛的警戒能力，而从第一遣外艦隊中抽调一部进行改编，成为第二遣外舰队。1932年一·二八事變爆发，日本海军向第一、第二遣外舰队增派支援，并组成第三艦隊。1933年4、5月间，第一、第二遣外舰队分别改编为第11、第10战队，舰队编制随之撤销。

### 编制

#### 1927年5月16日，新组建时
- 平戶、对马
- 第9驱逐队：桑（日语：桑 (楢型駆逐艦)）、槙（日语：槇 (楢型駆逐艦)）、椿（日语：椿 (楢型駆逐艦)）、榉（日语：欅 (楢型駆逐艦)）

#### 1927年12月1日
- 球磨、对马、第9驱逐队（桑、槙、椿、榉）

#### 1928年12月10日
- 木曾、对马、第9驱逐队（桑、槙、椿、榉）

#### 1929年11月30日
- 木曾、第9驱逐队（桑、槙、椿、榉）

#### 1930年12月1日
- 球磨、第9驱逐队（桑、槙、椿、榉）、第16驱逐队（朝顏、芙蓉、刈萱）

#### 1931年12月1日
- 球磨、八雲、第9驱逐队（桑、槙、椿、榉）、第16驱逐队（朝顏、芙蓉、刈萱）

#### 1932年12月1日
- 平户、第16驱逐队（朝顏、芙蓉、刈萱）

### 历任司令长官
1. 細萱戊子郎海军中将：1941年7月25日 -
2. 河瀬四郎海军中将：1943年3月31日 -
3. 志摩清英海军中将：1944年2月15日 - 1945年2月5日（解散）

### 历任参谋长
1. 中島晋海军中将：1927年5月16日 -
2. 向田金一海军少将：1928年4月10日 -
3. 伊地知清弘海军少将：1928年12月10日 -
4. 津田静枝（日语：津田静枝）海军少将：1930年5月21日 - 1933年4月20日